# Ermanno Lavino
Ermanno Lavino (* 1930) ist ein ehemaliger italienischer Dokumentarfilmer.
Lavino stammt aus einer piemontesischen Familie und widmete sich zunächst ethnologischen Studien; in diesem Zusammenhang schrieb er auch das Drehbuch zu Ubaldo Ragonas Film Il fiume dei faraoni aus dem Jahr 1955 und war als Regisseur von Dokumentarfilmen tätig. L'isola di smeralda, der auch Kinoeinsätze bekam, entstand in Sri Lanka 1957. Später war Lavino an der „Accademia di Malta“ auf der Mittelmeerinsel tätig.